# Cerkiew św. Jana Ewangelisty w Pielni
Cerkiew św. Jana Ewangelisty w Pielni – parafialna cerkiew greckokatolicka, wzniesiona w 1805 w miejscowości Pielnia.
Od 1946 użytkowana jako rzymskokatolicki kościół parafialny parafii Matki Boskiej Wspomożenia Wiernych w Pielni.

## Historia
Już w 1536 istniała w Pielni parafia prawosławna i cerkiew pw. Zmartwychwstania Chrystusowego, która stała na wzgórzu w dolnej części wsi.
Cerkiew ta spłonęła. Podobny los spotkał kolejną w 1803. W 1805 zbudowano świątynię murowaną, która przetrwała do dziś. Parafia greckokatolicka obejmowała miejscowości: Dudyńce (z drewnianą cerkwią filialną), Jędruszkowce (Andruszkowce), Markowce, Pobiedno (Pobidno), Podgaj, Prusiek i Pisarowce. Remontowana w 1905. Po deportacji ludności ukraińskiej w 1945, cerkiew przejęta przez rzymskokatolików.

## Architektura i wyposażenie
Jest to budowla murowana, otynkowana, dwudzielna. Prezbiterium zwrócone na południe, prostokątne, z prostokątną zakrystią w przedłużeniu. Szersza od prezbiterium, prostokątna nawa, przy której od północy kruchta. Nad nawą kwadratowa wieża. Dachy kryte blachą: nad prezbiterium i zakrystią trójspadowe, nad nawą dwuspadowy.

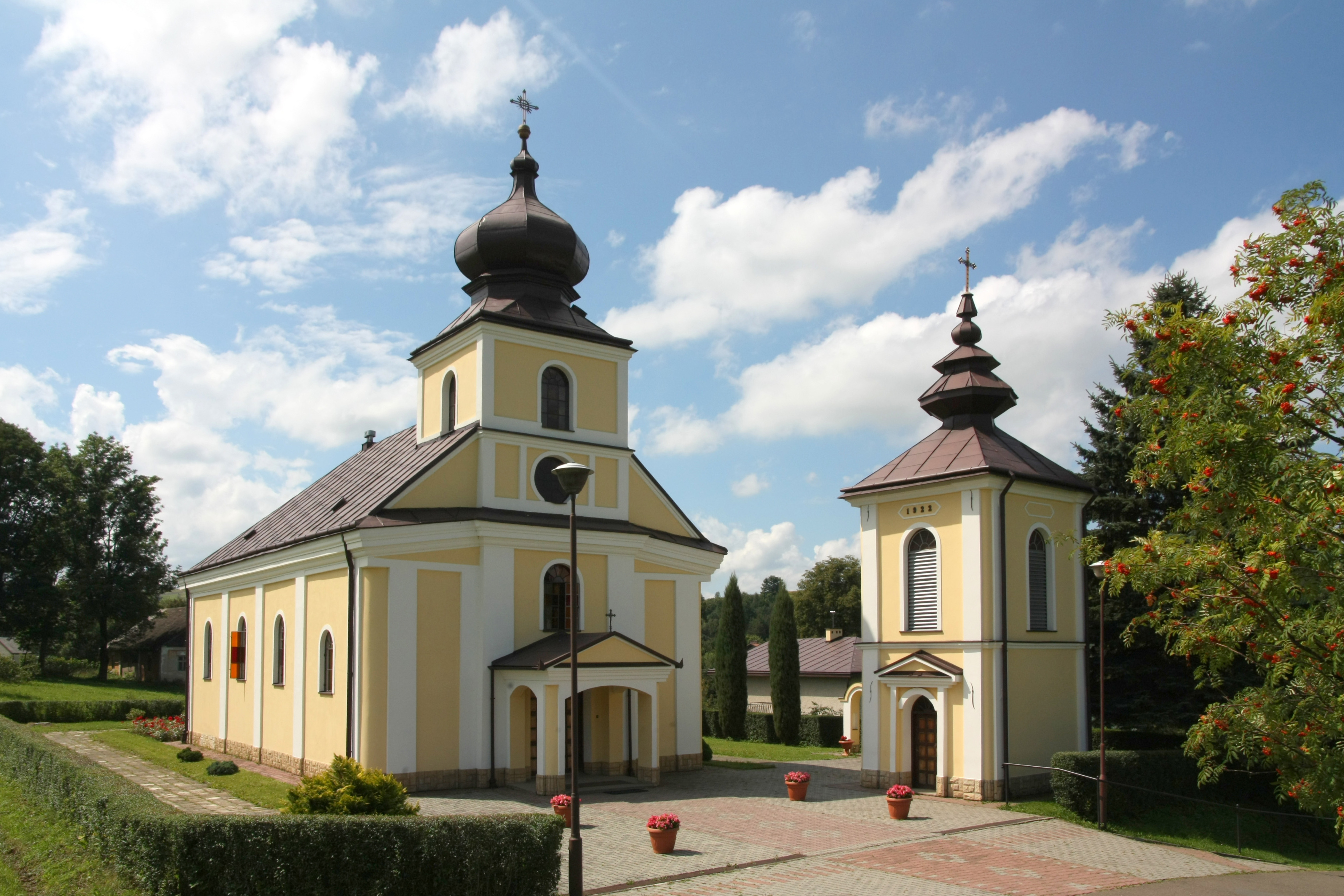
Elewacja frontowa
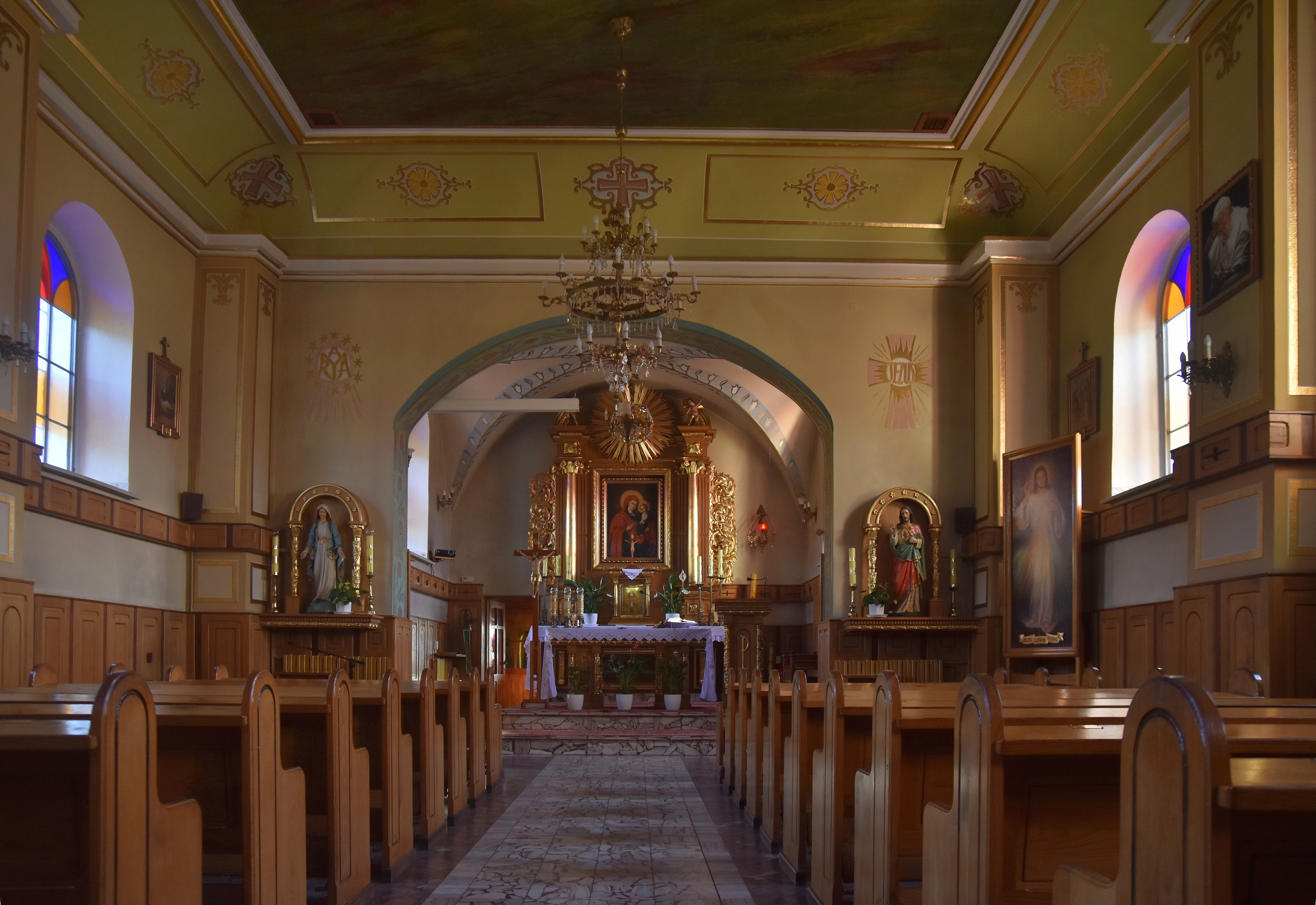
Wnętrze
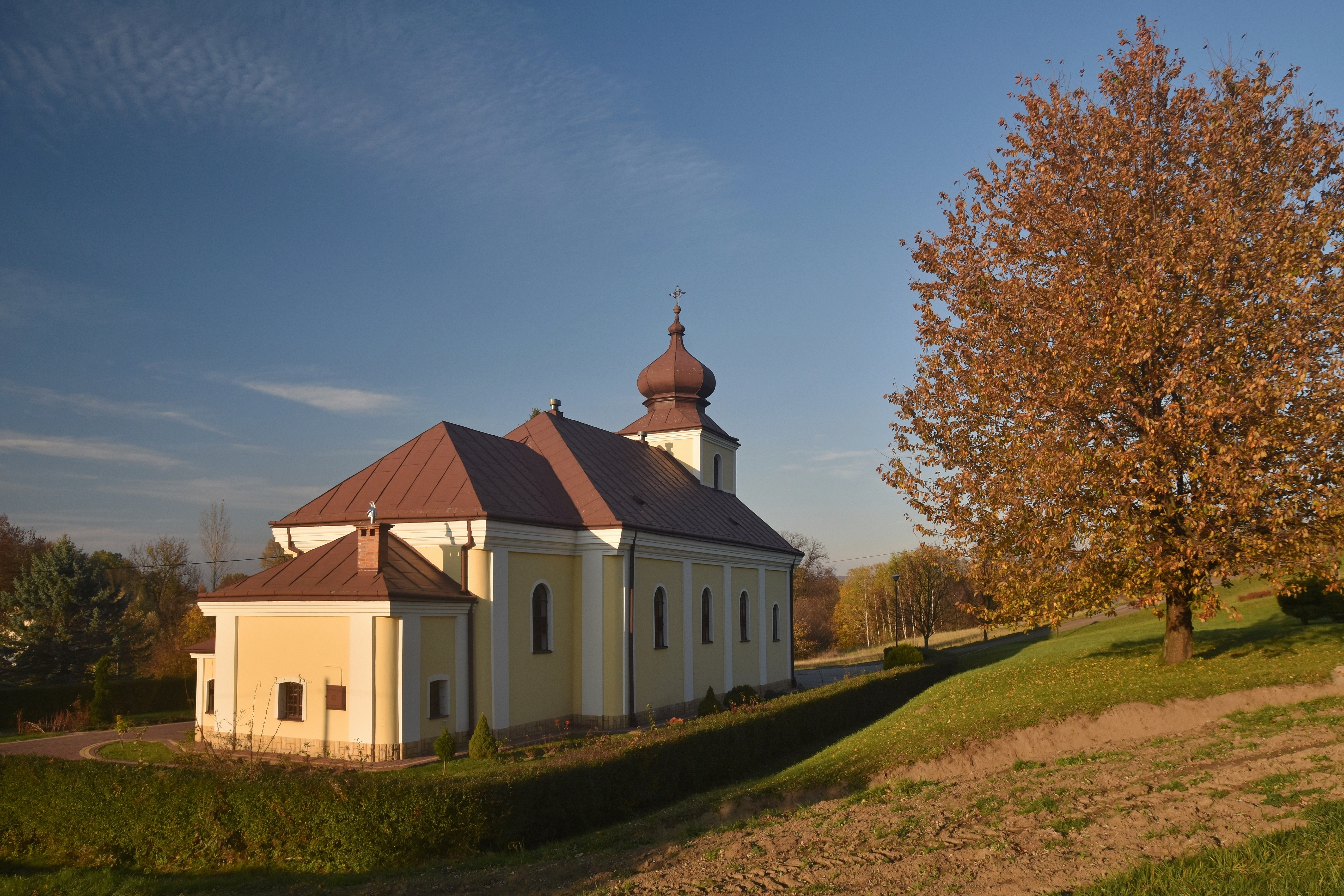
Elewacja wschodnia

Wewnątrz prezbiterium sklepione krzyżowo, kruchta kolebkowo. W nawie sufit z fasetą. Na wyposażenie składa się: późnobarokowy ołtarz główny i dwa boczne klasycystyczne przerobione z ikonostasu; ambona rokokowa z drugiej połowy XVIII w. z wielobocznym korpusem z czterema wolutami; kamienna kropielnica w kształcie kielicha z początku XIX w.; dwa epitafia Truskolaskich z 1806 fundacji syna Franciszka; marmurowe inskrypcyjne: Stanisława sędziego sanockiego i jego żony Magdaleny z Ciechanowskich.

## Otoczenie
Obok cerkwi znajduje się murowana dzwonnica z początku XIX w.. 